# Ава (город, Мьянма)

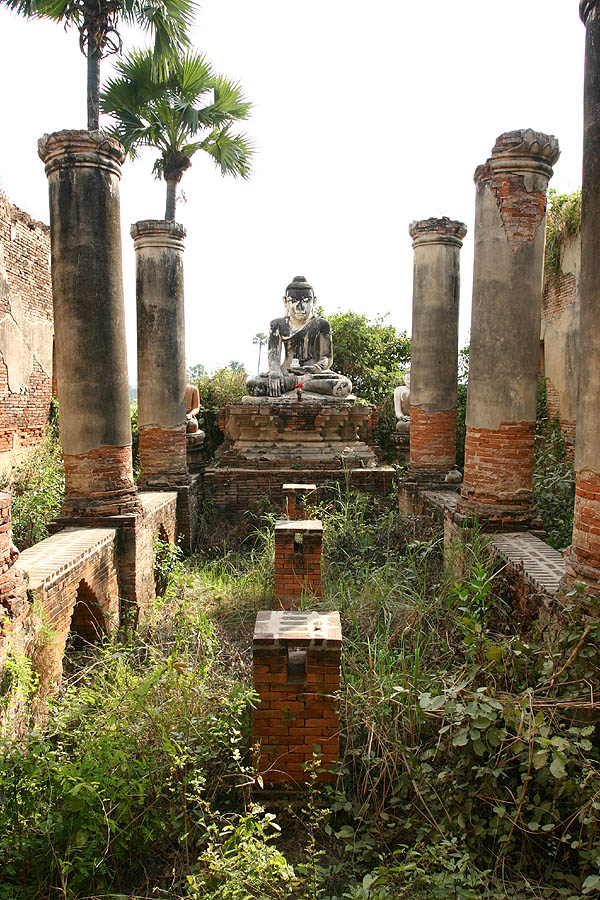
Руины города Ава.

А́ва (Инва) (бирм: အင်းဝမြို့|, MLCTS=ang: wa. mrui.) — исторический город в Мьянме, некогда столица одноимённого государства.

## География
В наши дни — незначительный населённый пункт. Расположен близ Мандалая, в Верхней Бирме.

## История
Основан в 1364 году князем Тадоминбья как столица шанско-бирманского государства, бывшего в XIV—XVI веках одним из крупнейших государств Бирмы. В 1527 году Ава подверглась разгрому шанами. В 1555 году усилившееся государство Таунгу завладело городом. В 1600—1628 годах и 1635—1752 годах Ава стала столицей этого государства. На смену государству Таунгу пришло государство Конбаунов; Ава была его столицей в 1765—1783 годах и 1823—1857годах. Город сильно пострадал во время землетрясения 1838 года; уцелели монастырь Маха Аун Мье Бонзан (постройки начала XIX века), крепостные стены (фрагментарно); наиболее интересная с архитектурной точки зрения часть города — Нандай («королевский город») — была разрушена. Дерево, оставшееся от королевского дворца, было использовано для постройки моста У-Бейн в Амарапуре — ныне он считается самым длинным и самым старым мостом в мире, сделанным из тика.
Так как государства Таунгу и Конбаунов во время своего существования были крупнейшими в Бирме, то и вся Бирма в Европе была известна по столице этих государств как Ава. В настоящее время Ава активно посещается туристами, приезжающими в Мандалай.

## Достопримечательности
- Монастырь Маха Аунме Бонзан, построенный женой короля Бодопая в 1818.
- Башня Намьин 27-метровой высоты, единственное, что осталось от дворца.
- Мемориал американского миссионера Адонирама Джадсона.
- Ступа Хтихлайн Шин Пайя (XI века).
- Мост Авы, построенный англичанами в 1934 через Иравади.